# 高擶駅
高擶駅（たかたまえき）は、山形県天童市長岡大字長岡にある、東日本旅客鉄道（JR東日本）奥羽本線の駅である。「山形線」の愛称区間に含まれている。

## 歴史
かつては客車列車の大部分と気動車の一部が通過していたが、山形新幹線の新庄延伸に伴い普通列車がすべて停車するようになった。

### 年表
- 1952年（昭和27年）3月5日：日本国有鉄道奥羽本線漆山駅 - 天童駅間に開業（旅客駅）[2]。開業当初は下記の停車場と相互間の旅客のみ取り扱った[2]。
  - 奥羽本線米沢駅 - 新庄駅間各駅
  - 仙山線楯山駅 - 山寺駅間各駅
  - 左沢線各駅
  - 仙台駅
- 1987年（昭和62年）4月1日：国鉄分割民営化により、東日本旅客鉄道の駅となる。
- 1999年（平成11年）：現在の駅舎が完成。
- 2024年（令和6年）
  - 3月16日：ICカード「Suica」の利用が可能となる[3][4]。
  - 10月1日：えきねっとQチケのサービスを開始[1][5]。

### 駅名の由来
駅名は開業当時の自治体名・地名（高擶村大字高擶）からとられているが、現在も駅の西に残る大字名の読みはたかだまであり、よみが異なる。「擶」は珍しい字であるが、この地名は植物のニレ（タモ）に由来している。
なお、開業にあたって『官報』に掲載された公示では駅名の「擶」の字について「櫤」を用いていたが、交通公社の時刻表では巻頭地図は1975年12月号から、本文では1976年6月号から「擶」を使用するようになった。

## 駅構造
単式ホーム1面1線を有する地上駅で、山形駅管理の無人駅である。駅舎はなくホーム上に小さな待合所があるのみで、待合所の中に乗車駅証明書発行機が設置されている。またホーム上に簡易Suica改札機が設置されている。ホームの入口は西側にあるが、東側からも利用できるよう東西地下道が設けられている。

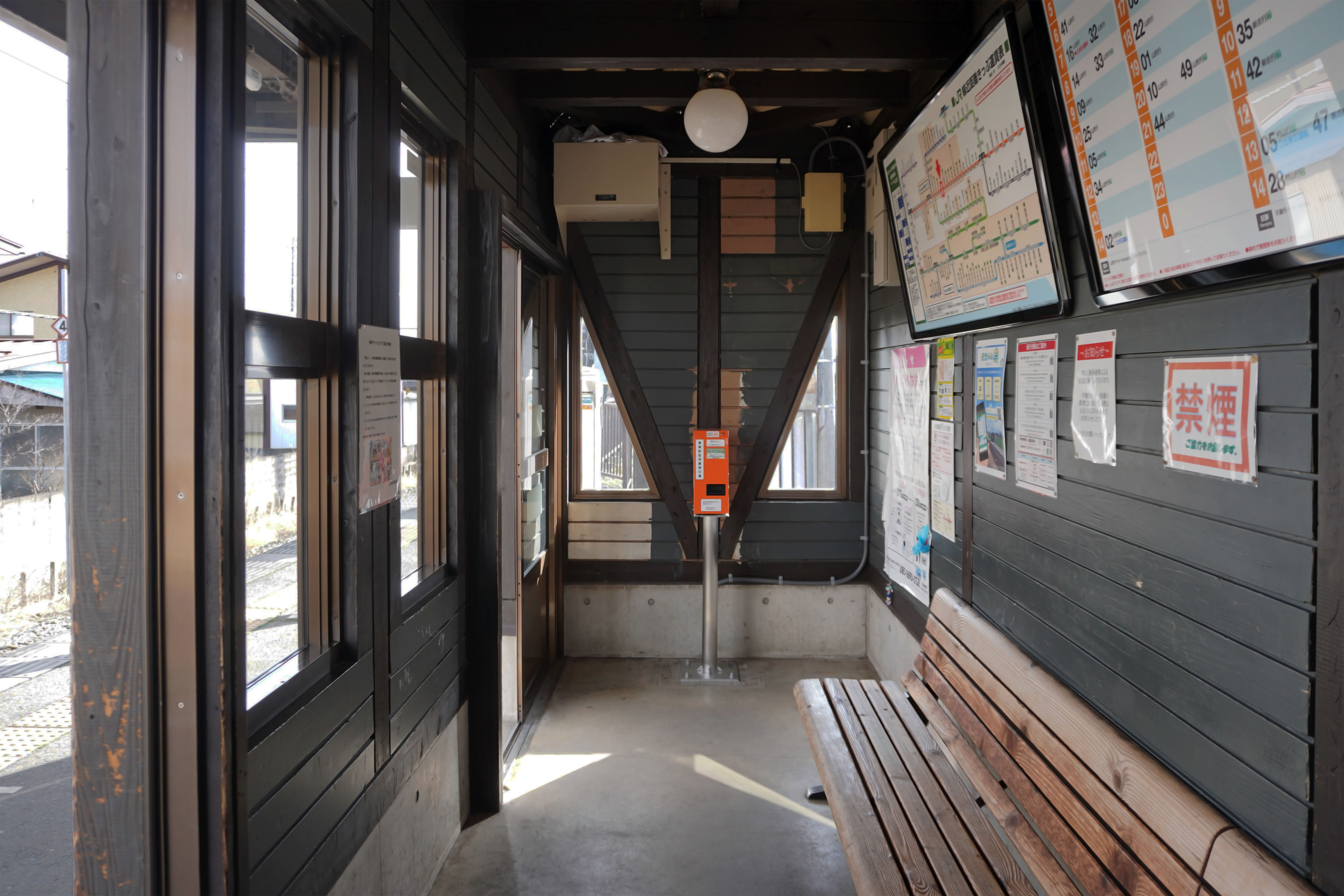
待合室（2024年3月）
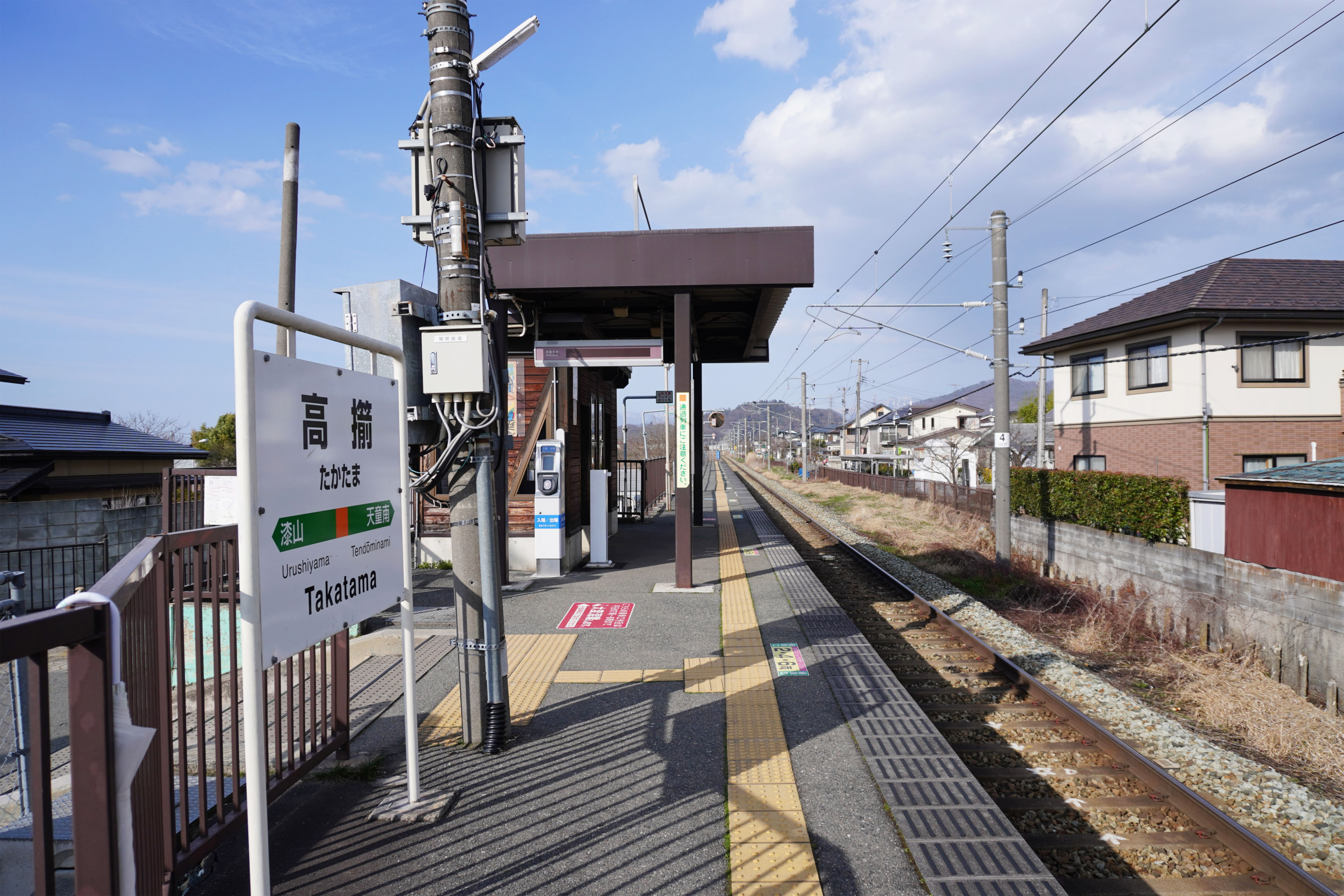
ホーム（2024年3月）

## 利用状況
「山形県の鉄道輸送」によると、2000年度（平成12年度）- 2004年度（平成16年度）の1日平均乗車人員の推移は以下のとおりであった。
| 乗車人員推移       | 乗車人員推移     | 乗車人員推移 |
| 年度               | 1日平均 乗車人員 | 出典         |
| ------------------ | ---------------- | ------------ |
| 2000年（平成12年） | 722              | [ 9 ]        |
| 2001年（平成13年） | 743              | [ 9 ]        |
| 2002年（平成14年） | 751              | [ 9 ]        |
| 2003年（平成15年） | 723              | [ 9 ]        |
| 2004年（平成16年） | 718              | [ 9 ]        |

## 駅周辺
- 天童ワイン
- 山形県総合交通安全センター（旧山形免許センター）
- 創学館高等学校
- 羽陽学園短期大学
- 天童市立長岡小学校
- 長岡簡易郵便局

駅に駐車場はない。駐輪場は無料のものが、東口・西口双方に設けられている。

## 隣の駅
東日本旅客鉄道（JR東日本）
■山形線（奥羽本線）
漆山駅 - 高擶駅 - 天童南駅